# フォティオス1世 (コンスタンディヌーポリ総主教)
フォティオス（希: Φώτιος, ラテン文字表記: Phōtios, 820年頃 - 891年頃）は、中世東ローマ帝国の知識人、官僚、キリスト教聖職者。コンスタンティノポリス総主教（在位：858年 - 867年、877年 - 886年）。正教会では聖人である（聖フォティオス）。記憶日は2月6日。ユリウス暦使用教会では2月19日。ポティオス、ポーティオスとも表記される。
フィリオクェ問題について「及び子からの発出」に反対する説を唱えた。またキュリロスとメトディオスによるスラヴ人への宣教を後援した。また、ギリシア古典の目録『図書総覧（ビブリオテーケー）』などを編纂し、マケドニア朝ルネサンスの先駆けとなった。

## 来歴

### 生涯
元々フォティオスは、当時の東ローマ帝国を代表する学者であった。彼は7世紀の戦乱で散逸してしまった古代ギリシアの文献の収集に努め、コンスタンティノポリスに置かれた帝国大学哲学科の教授も務めていた。
851年頃に皇帝直属官僚の尚書局長官に任命され、さらに858年には皇帝ミカエル3世（在位:838年-867年）によってコンスタンティノポリス総主教に任命された。
フォティオスが任命されると、それまで教会の聖職者でなく在俗の信徒であった彼がその職に適格かどうかを巡って議論が起こった。前総主教イグナティオス支持の修道士を中心とする反フォティオス派は、ローマ教皇と手を結んで激しく反発し、863年にはローマ教皇ニコラウス1世がラテラノの教会会議でフォティオスの廃位を宣言した。
それに対して、867年に皇帝ミカエル3世主宰の教会会議が教皇ニコラウス1世を破門し、ローマ教会のフィリオクェ問題について「子からも発出する」とした教義を異端と決定した。863年から867年までのローマとコンスタンティノポリス教会間の対立状態は、後に「フォティオスの分離」と呼ばれる。
867年にクーデターでバシレイオス1世（在位：867年 - 876年）が東ローマ皇帝となると、バシレイオス1世はローマ教会との関係改善を狙ってフォティオスを罷免し、イグナティオスを再任。さらには869年から870年、第4回コンスタンティノポリス公会議によってフォティオスの追放を議決した。
しかし、その後もブルガリアの教会の帰属問題などでローマ教皇との関係は改善しなかったため、考えを改めたバシレイオス1世は877年にフォティオスを総主教に再任し、皇子達の教育を任せた。879年から880年にかけてのコンスタンティノポリスの教会会議では、教皇の特使もフォティオスの復権を認め、「フォティオスの分離」は終結した。
フォティオスは、その後も総主教を務めたが、886年にバシレイオス1世が死去し、フォティオスの教え子であったバシレイオスの息子レオーン6世（在位：886年 - 912年）が皇帝に即位すると、父バシレイオスと対立していたレオーン6世は父の協力者であったフォティオスをアルメニアへ追放し、フォティオスはそこで死亡した。

### ビザンティン文化
フォティオスは古代ギリシアの古典に対して非常に造詣が深く、その博識ぶりは政敵イグナティオス派の人物も驚嘆するほどであったという（イグナティオス派は「悪魔に魂を売って知識を得たに違いない」と非難していた）。
彼によって始められた古代ギリシア文化の復興は、レオーン6世の息子コンスタンティノス7世の時代に後世「マケドニア朝ルネサンス」と呼ばれるビザンティン文化の一大興隆をもたらすことになる。
このフォティオスの編纂とされる、280冊もの古典に関する書評を記載した『図書総覧』は、彼が845年にサマーラのアッバース朝の宮廷へ使者として派遣された時に編纂された、という議論がある。つまり、アッバース朝のギリシア古典翻訳運動に刺激を受けて編纂した、という可能性がある。